# يوتا توغاشي
يوتا توغاشي (باليابانية: 富樫 佑太) (18 ديسمبر 1995 في طوكيو في اليابان – )؛ هو لاعب كرة قدم ياباني سابق كان يلعب كمهاجم.

## وصلات خارجية
- يوتا توغاشي على موقع رابطة كرة القدم اليابانية للمحترفين (اليابانية)
- يوتا توغاشي على موقع قاعدة بيانات كرة القدم.إي يو (الإنجليزية)
- يوتا توغاشي على موقع Soccerway.com (الإنجليزية)
- يوتا توغاشي على موقع عالم كرة القدم.نت (الإنجليزية)